# نصرت‌الله صادق وزیری
نصرت‌الله خان صادق وزیری ملقب به اعزازالملک شهردار سنندج در دوره پهلوی و نماینده این شهرستان در مجلس شورای ملی بود.
نصرت‌الله خان از خاندانی بود که نیای بزرگش در زمان صفویه از اصفهان به سنندج فرستاده و وزیر خاندان اردلان شد که این خاندان نیز از اصفهان فرستاده و حکومت کردستان به آن سپرده شده بود. خانواده‌های آصف، آصف‌وزیری، صادق‌وزیری، مشیروزیری، معتمدوزیری، مسعودوزیری، حسام‌وزیری، معین‌وزیری و وزیری در سنندج همگی از این خاندانند.
نصرت‌الله خان در سال‌های ۱۳۰۸ تا ۱۳۱۰ و ۱۳۱۵ تا ۱۳۱۸ به انتخاب شورای بلدیه (انجمن شهر) سنندج به ریاست بلدیه (شهرداری) این شهر برگزیده شد و در سال ۱۳۱۸ به نمایندگی سنندج به مجلس شورای ملی رفت (دوره دوازدهم).
صادق وزیری پس از دوران نمایندگی‌اش بار دیگر در سال‌های ۱۳۲۴ تا ۱۳۲۵ نیز به انتخاب انجمن شهر سنندج، شهردار این شهر شد.